# Oscar Stjerne
Johan Oscar Stjerne Olsson, ursprungligen Stjerne, född 17 februari 1873 i Fryksände församling, död 24 oktober 1917 i Karlstad, var en svensk författare. Han använde sig även av pseudonymen Jong på Hea.

## Biografi
Stjerne växte upp på gården Kajsheden i Torsby och blev student vid Uppsala universitet 1895 och vid Göteborgs Högskola 1897, men fick återvända hem utan avlagd examen. Han medarbetade från 1899 i Karlstads-Tidningen och blev senare delägare.
På sin tid var han en mycket läst lyriker och första diktsamlingen Visor och värs utkom 1901. Fem år senare utkom den storsäljande Sol och snö vari ingår hans paraddikt Björkarna där hemma. Stjerne skrev folkkära dikter i nationalromantisk anda utan att vara nyskapande och är idag närmast helt bortglömd. 
Han led under de sista åren av sitt liv av psykisk sjukdom och avled 1917 på Kristinehamns hospital. Gravplatsen är belägen på Fryksände församlings kyrkogård, där hans gravvård, ritad av arkitekten Ernst Spolén, avtäcktes 1927. Gymnasieskolan i Torsby har fått namnet Stjerneskolan efter honom.

### Samlade upplagor och urval
- Dikter. 1, Sol och snö  : Visor och vers. Stockholm. 1920-1922. Libris 1482453
- Dikter. 2, Sångerna om hemmet  : Hemfolk å hemlåt  : Lovsånger. Stockholm. 1920-1924. Libris 1482454
- Dikter. 3, Visor som tystna  : Minnessånger och andra dikter. Stockholm. 1923. Libris 1482455
- Dikter / i urval av Prins Wilhelm. Stockholm: Norstedt. 1943. Libris 1458548
- Dikter / inledning av Per Stjerne. Karlstad: NWT. 1973. Libris 1773540

## Musik
- I modern tid finns tre tonsättningar av Oscar Stjernes verk på Sven-Ingvars LP-skiva "Man borde inte sova" från 1972. Dessa är "En högsommarnatt", "Visor som tystna" och "Vintervägen".
- Det dagas ur Skilda stigar
- Finns även en musikaliserad version av denna dikt Det dagas på youtube av Everydia https://www.youtube.com/watch?v=73fzHm5wIJg)

## Priser och utmärkelser
- De Nios stora pris 1916